# 5945 Roachapproach
5945 Roachapproach este un asteroid din centura principală de asteroizi.

## Descriere
5945 Roachapproach este un asteroid din centura principală de asteroizi. A fost descoperit pe 28 septembrie 1984 la Stația Anderson Mesa de Brian A. Skiff. El prezintă o orbită caracterizată de o semiaxă mare de 2,23 ua, o excentricitate de 0,14 și o înclinație de 4,9° în raport cu ecliptica.